# Andrzej Dziemianiuk
Andrzej Dziemianiuk (ur. 4 maja 1959 w Wyszkach) – polski judoka, mistrz i reprezentant Polski, mistrz Europy (1981).

## Kariera sportowa
Był zawodnikiem Jagiellonii Białystok (1975-1978) i Gwardii Warszawa (1978-1998). Jego największymi sukcesami w karierze był mistrzostwo Europy w 1981 i zwycięstwo w zawodach Przyjaźń-84. Ponadto w 1983 wywalczył wicemistrzostwo Europy, a w 1982 brązowy medal mistrzostw Europy. Wszystkie te sukcesy odniósł w kategorii 60 kg.
Trzykrotnie zdobywał mistrzostwo Polski (1980 i 1981 w kategorii 60 kg, 1987 w kategorii 65 kg), trzykrotnie zdobywał brązowe medale mistrzostw Polski (1983, 1986, 1988 - wszystkie w kategorii 65 kg).